# Lista zborurilor spațiale cu echipaj uman
Aceasta este lista cronologică a tuturor zborurilor spațiale cu echipaj uman. Sunt incluse atât zborurile orbitale cât și cele suborbitale.
Federația Aeronautică Internațională (FAI), un organism internațional care ține evidența, definește granița dintre atmosfera Pământului și spațiul exterior la 100 de kilometri deasupra nivelului mării. Această graniță este cunoscută sub numele de linia Kármán. Cu excepția cazului în care se specifică altfel, „zborul spațial” și termenii asociați se aplică numai zborurilor care depășesc linia Kármán.
De la lansarea Soyuz MS-13 la 20 iulie 2019, au existat 326 de încercări de lansare a zborurilor spațiale umane, care includ trei încercări eșuate ce nu au trecut linia Kármán. Acestea au fost: dezastrul Challenger și două misiuni Soyuz fără victime umane, T-10a și MS-10. O altă misiune Soyuz non-fatală, 18a, a traversat totuși linia Kármán și, prin urmare, s-a calificat ca un zbor suborbital. Trei misiuni au realizat cu succes zborul spațial uman, dar s-au încheiat cu eșecuri fatale, echipajele lor murind în timpul întoarcerii. Acestea au fost: Soyuz 1, Soyuz 11 și dezastrul Columbia. În mod unic, Soyuz 34 a fost lansat fără echipaj către stația spațială Salyut 6, pentru a oferi un vehicul de întoarcere de succes a echipajului Soyuz 32. Incluzând Soyuz MS-21 lansat la 18 martie 2022, rezultă un total de 356 de zboruri spațiale umane. 

## Lista zborurilor cu echipaj uman
| 1961–1970 |
| Vostok 1 — Mercury-Redstone 3 — Mercury-Redstone 4 — Vostok 2 |
| Mercury-Atlas 6 — Mercury-Atlas 7 — Vostok 3 — Vostok 4 — Mercury-Atlas 8 |
| Mercury-Atlas 9 — Vostok 5 — Vostok 6 — X-15 Flight 90 — X-15 Flight 91 |
| Voskhod 1 |
| Voskhod 2 — Gemini 3 — Gemini 4 — Gemini 5 — Gemini 7 — Gemini 6A |
| Gemini 8 — Gemini 9A — Gemini 10 — Gemini 11 — Gemini 12 |
| Soyuz 1 |
| Apollo 7 — Soyuz 3 — Apollo 8 |
| Soyuz 4 — Soyuz 5 — Apollo 9 — Apollo 10 — Apollo 11 — Soyuz 6 — Soyuz 7 — Soyuz 8 — Apollo 12 |
| Apollo 13 — Soyuz 9 |
| 1971–1980 |
| Apollo 14 — Soyuz 10 — Soyuz 11 — Apollo 15 |
| Apollo 16 — Apollo 17 |
| Skylab 2 — Skylab 3 — Soyuz 12 — Skylab 4 — Soyuz 13 |
| Soyuz 14 — Soyuz 15 — Soyuz 16 |
| Soyuz 17 — Soyuz 18a — Soyuz 18 — Apollo-Soyuz — Soyuz 19 |
| Soyuz 21 — Soyuz 22 — Soyuz 23 |
| Soyuz 24 — Soyuz 25 — Soyuz 26 |
| Soyuz 27 — Soyuz 28 — Soyuz 29 — Soyuz 30 — Soyuz 31 |
| Soyuz 32 — Soyuz 33 |
| Soyuz 35 — Soyuz 36 — Soyuz T-2 — Soyuz 37 — Soyuz 38 — Soyuz T-3 |
| 1981–1990 |
| Soyuz T-4 — Soyuz 39 — STS-1 — Soyuz 40 — STS-2 |
| STS-3 — Soyuz T-5 — Soyuz T-6 — STS-4 — Soyuz T-7 — STS-5 |
| STS-6 — Soyuz T-8 — STS-7 — Soyuz T-9 — STS-8 — Soyuz T-10-1 — STS-9 |
| STS-41-B — Soyuz T-10 — Soyuz T-11 — STS-41-C — Soyuz T-12 — STS-41-D — STS-41-G — STS-51-A |
| STS-51-C — STS-51-D — STS-51-B — Soyuz T-13 — STS-51-G — STS-51-F — STS-51-I — Soyuz T-14 — STS-51-J — STS-61-A — STS-61-B |
| STS-61-C — STS-51-L — Soyuz T-15 |
| Soyuz TM-2 — Soyuz TM-3 — Soyuz TM-4 |
| Soyuz TM-5 — Soyuz TM-6 — STS-26 — Soyuz TM-7 — STS-27 |
| STS-29 — STS-30 — STS-28 — Soyuz TM-8 — STS-34 — STS-33 |
| 1991–2000 |
| STS-32 — Soyuz TM-9 — STS-36 — STS-31 — Soyuz TM-10 — STS-41 — STS-38 — STS-35 — Soyuz TM-11 |
| STS-37 — STS-39 — Soyuz TM-12 — STS-40 — STS-43 — STS-48 — Soyuz TM-13 — STS-44 |
| STS-42 — Soyuz TM-14 — STS-45 — STS-49 — STS-50 — Soyuz TM-15 — STS-46 — STS-47 — STS-52 — STS-53 |
| STS-54 — Soyuz TM-16 — STS-56 — STS-55 — STS-57 — Soyuz TM-17 — STS-51 — STS-58 — STS-61 |
| Soyuz TM-18 — STS-60 — STS-62 — STS-59 — Soyuz TM-19 — STS-65 — STS-64 — STS-68 — Soyuz TM-20 — STS-66 |
| STS-63 — STS-67 — Soyuz TM-21 — STS-71 — STS-70 — Soyuz TM-22 — STS-69 — STS-73 — STS-74 |
| STS-72 — Soyuz TM-23 — STS-75 — STS-76 — STS-77 — STS-78 — Soyuz TM-24 — STS-79 — STS-80 |
| STS-81 — Soyuz TM-25 — STS-82 — STS-83 — STS-84 — STS-94 — Soyuz TM-26 — STS-85 — STS-86 — STS-87 |
| STS-89 — Soyuz TM-27 — STS-90 — STS-91 — Soyuz TM-28 — STS-95 — STS-88 |
| Soyuz TM-29 — STS-96 — STS-93 — STS-103 |
| STS-99 — Soyuz TM-30 — STS-101 — STS-106 — STS-92 — Soyuz TM-31 — STS-97 |
| 2001–2010 |
| STS-98 — STS-102 — STS-100 — Soyuz TM-32 — STS-104 — STS-105 — Soyuz TM-33 — STS-108 |
| STS-109 — STS-110 — Soyuz TM-34 — STS-111 — STS-112 — Soyuz TMA-1 — STS-113 |
| STS-107 — Soyuz TMA-2 — Shenzhou 5 — Soyuz TMA-3 |
| Soyuz TMA-4 — SpaceShipOne flight 15P — SpaceShipOne flight 16P — SpaceShipOne flight 17P — Soyuz TMA-5 |
| Soyuz TMA-6 — STS-114 — Soyuz TMA-7 — Shenzhou 6 |
| Soyuz TMA-8 — STS-121 — STS-115 — Soyuz TMA-9 — STS-116 |
| Soyuz TMA-10 — STS-117 — STS-118 — Soyuz TMA-11 — STS-120 |
| STS-122 — STS-123 — Soyuz TMA-12 — STS-124 — Shenzhou 7 — Soyuz TMA-13 — STS-126 |
| STS-119 — Soyuz TMA-14 — STS-125 — Soyuz TMA-15 — STS-127 — STS-128 — Soyuz TMA-16 — STS-129 — Soyuz TMA-17 |
| STS-130 — Soyuz TMA-18 — STS-131 — STS-132 — Soyuz TMA-19 — Soyuz TMA-01M — Soyuz TMA-20 |
| 2011–2020 |
| STS-133 — Soyuz TMA-21 — STS-134 — Soyuz TMA-02M — STS-135 — Soyuz TMA-22 — Soyuz TMA-03M |
| Soyuz TMA-04M — Shenzhou 9 — Soyuz TMA-05M — Soyuz TMA-06M — Soyuz TMA-07M |
| Soyuz TMA-08M — Soyuz TMA-09M — Shenzhou 10 — Soyuz TMA-10M — Soyuz TMA-11M |
| Soyuz TMA-12M — Soyuz TMA-13M — Soyuz TMA-14M — Soyuz TMA-15M |
| Soyuz TMA-16M — Soyuz TMA-17M — Soyuz TMA-18M — Soyuz TMA-19M |
| Soyuz TMA-20M — Soyuz MS-01 — Shenzhou 11 — Soyuz MS-02 — Soyuz MS-03 |
| Soyuz MS-04 — Soyuz MS-05 — Soyuz MS-06 — Soyuz MS-07 |
| Soyuz MS-08 — Soyuz MS-09 — Soyuz MS-10 — Soyuz MS-11 |
| Soyuz MS-12 — Soyuz MS-13 — Soyuz MS-15 |
| Soyuz MS-16 — Crew Dragon Demo-2 — Soyuz MS-17 — SpaceX Crew-1 |
| 2021–prezent |
| Soyuz MS-18 — SpaceX Crew-2 — Virgin Galactic Unity-21 — Shenzhou-12 — Virgin Galactic Unity-22 — Blue Origin NS-16 — Inspiration4 — Soyuz MS-19 — Blue Origin NS-18 — Shenzhou-13 — SpaceX Crew-3 — Soyuz MS-20 — Blue Origin NS-19 |
| Soyuz MS-21 — Blue Origin NS-20 — Axiom Mission 1 — SpaceX Crew-4 — Blue Origin NS-21 — Shenzhou-14 — Blue Origin NS-22 — Soyuz MS-22 — SpaceX Crew-5 — Shenzhou-15                                                                  |
| SpaceX Crew-6 — Axiom Mission 2 — Virgin Galactic Unity 25* — Shenzhou-16 — Galactic 01* — Galactic 02* — SpaceX Crew-7 — Galactic 03* — Soyuz MS-24 — Galactic 04* — Shenzhou-17 — Galactic 05*                                     |

## Liste detaliate
- Lista zborurilor spațiale cu echipaj uman 1961-1970
- Lista zborurilor spațiale cu echipaj uman 1971-1980
- Lista zborurilor spațiale cu echipaj uman 1981-1990
- Lista zborurilor spațiale cu echipaj uman 1991-2000
- Lista zborurilor spațiale cu echipaj uman 2001-2010
- Lista zborurilor spațiale cu echipaj uman 2011-2020
- Lista zborurilor spațiale cu echipaj uman 2021-prezent